# Trichotrimicra antilopa
Trichotrimicra antilopa är en tvåvingeart som först beskrevs av Alexander 1960.  Trichotrimicra antilopa ingår i släktet Trichotrimicra och familjen småharkrankar. Inga underarter finns listade i Catalogue of Life.